# Jamie Golder
Jamie Golder (Fort Lauderdale, 21 februari 1962) is een tennisspeelster uit de Verenigde Staten van Amerika.
In 1983 speelde ze op Wimbledon haar eerste grandslamtoernooi.

## Privé
Golder is de echtgenoot van komiek en acteur Art Metrano.